# Matthias Friedemann
Matthias Friedemann (Rochlitz, 17 de agosto de 1984) es un ciclista alemán.

## Palmarés
2008
- 1 etapa de la Vuelta a Cuba

2009
- 1 etapa de la Carrera de la Solidaridad y de los Campeones Olímpicos